# Brand New (band)

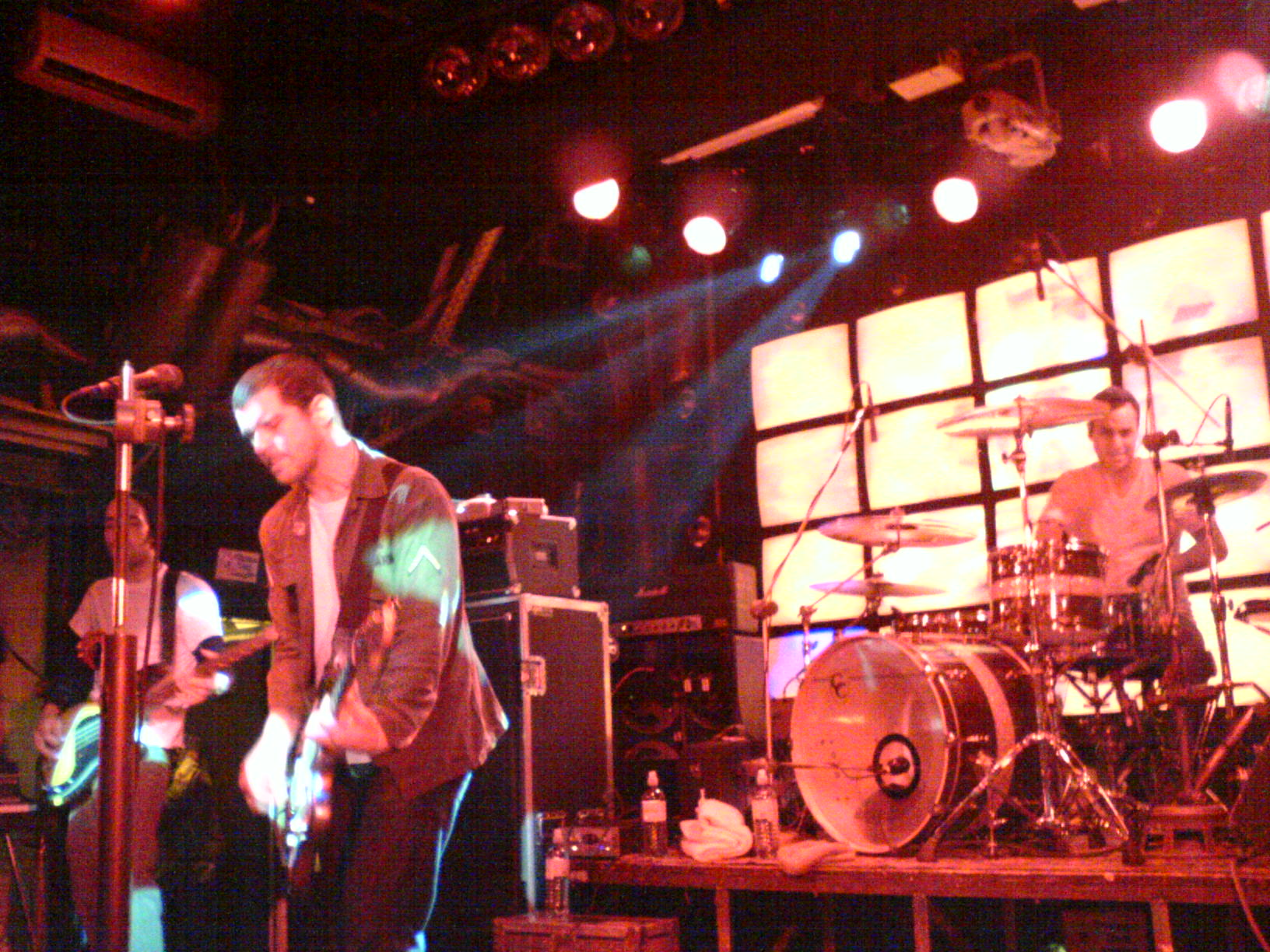
Brand New

Brand New is een Amerikaanse rockband, opgericht in 2000. De band staat onder contract bij het label DGC Records. In 2007 was de band te zien op het Duitse Hurricane Festival en op het Nederlandse Lowlands. In 2009 kwamen ze naar het Duitse Southside Festival, en in 2014 speelden ze op het Belgische Groezrock. Een van hun singles is (Fork and Knife) uit 2007. Hun nummer Sowing Season (Yeah) is een van de nummers die gebruikt wordt in deel 5 van het computerspel Guitar Hero 5.

## Personele bezetting
Huidige leden
- Vincent Accardi – leidende gitaar, achtergrondvocalen (2000–2017)
- Jesse Lacey – leidende vocalen, slaggitaar (2000–2017)
- Brian Lane – drums, percussie (2000–2017)
- Garrett Tierney – bas, achtergrondvocalen (2000–2017)

Voormalige leden
- Derrick Sherman – keyboards, gitaar, achtergrondvocalen (2005–2013)

## Discografie
Studioalbums
- 2001 Your Favorite Weapon
- 2003 Deja Entendu
- 2006 - The Devil and God Are Raging Inside Me
- 2009 - Daisy
- 2017 - Science Fiction

Ep's
- 2002: Brand New/Safety In Numbers Split EP
- 2003: The Holiday